# Estrategia japonesa para el norte de China

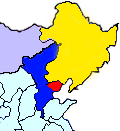
Mapa que muestra el territorio de la Junta Política de Hebei-Chahar en azul y el Gobierno Anticomunista Autónomo de Hebei Oriental en rojo.

La Estrategia japonesa para el Norte de China o Estrategia Estatal de Protección del Norte de China (華北分離工作, Kahoku Bunri Kōsaku) (chino simplificado: 华北五省自治; chino tradicional: 華北五省自治) es el término general para una serie de maniobras políticas que Japón emprendió en las cinco provincias del norte de China, Hebei, Chahar, Suiyuan, Shanxi y Shandong. Fue una operación para separar todo el norte de China del poder del Gobierno Nacionalista y ponerlo bajo el control o influencia japonesa.China 1936.png
En China, el asunto se conoce como el "Incidente del Norte de China" correspondiente solo al tiempo transcurrido entre la serie de "Movimientos Autónomos del Norte de China" orquestados por el ejército japonés desde mayo de 1935 y la fundación de la Junta Política de Hebei-Chahar bajo Song Zheyuan en diciembre. Es reconocido junto al incidente de Manchuria, el incidente de Shanghái y el incidente del Puente de Marco Polo.

## Desarrollo de la estrategia
Entre el invierno de 1934 y enero de 1935, se producían con frecuencia enfrentamientos a pequeña escala entre los ejércitos chino y japonés a lo largo de las líneas de alto el fuego establecidas por la tregua de Tanggu y el ejército japonés llegó a la conclusión de que necesitaban eliminar las fuerzas antijaponesas fuera del norte de China.
El 7 de diciembre de 1934 se llegó a una decisión en una reunión del Ejército, la Armada y los Ministros de Asuntos Exteriores de Japón sobre cuestiones relacionadas con la política hacia China y se estableció una agenda para asegurarse de que el poder del gobierno chino no se extendiera al norte de China, estableciendo un gobierno títere pro-japonés y extendiendo los derechos e intereses económicos de Japón en el área, además de suprimir los sentimientos antijaponeses allí. La misma política también fue defendida en la Conferencia de Dalian, una reunión de agentes de inteligencia que trabajaban en China y Mongolia, y organizada por el Ejército de Kwantung a principios de enero de 1935.
Así, el Ejército Japonés de Guarnición de China y el Ejército de Kwantung concluyeron dos pactos con el gobierno nacionalista respaldado por su poderío militar, el Acuerdo He-Umezu del 10 de junio y el Acuerdo Chin-Doihara del 27 de junio. Los dos acuerdos, respectivamente, hicieron que los soldados y funcionarios nacionalistas se retiraran de Hebei, e hicieron que los nacionalistas y el 29.º Ejército semiindependiente se retiraran de Chahar. La Coalición Wang-Chiang del KMT, que nació en marzo de 1932 con Chiang como presidente de la Comisión Militar Nacional y Wang como primer ministro, hizo estas concesiones a Japón a través de su decisión de adoptar la política de "resistimos mientras negociamos", (en chino, yimian dikang yimian jiaoshe) o la política de ocho caracteres, el nombre con el que Wang la promovió porque comprendía ocho caracteres chinos. Esto fue parte de su estrategia más amplia de "primero pacificación interna, luego resistencia externa" o (en chino, xian annei hou rangwai).

## Formación de gobiernos títere
En el norte de China, la gente había sido testigo de los notables acontecimientos en Manchuria mientras aumentaba la insatisfacción entre los ciudadanos y varias camarillas militares debido a los fuertes impuestos y explotación del gobierno nacionalista. La influencia de Chiang Kai-shek en el norte de China retrocedió y en junio de 1935 Bai Jianwu lanzó un golpe de Estado en Fengtai con el objetivo de establecer un gobierno pro-japonés y pro-Manchukuo.
Las quejas políticas y económicas aumentaron entre las masas y los movimientos por la autonomía cobraron impulso en lugares como Shandong, Shanxi y Hebei, donde ocurrió el incidente de Xianghe en octubre en el que los campesinos rechazaron al gobierno nacionalista en oposición a un aumento de impuestos del KMT y exigieron el autogobierno. El 3 de noviembre de 1935, los nacionalistas emprendieron una reforma monetaria con el apoyo británico e introdujeron el nuevo estándar de plata y el sistema de gestión de divisas, pero al recordar la antigua moneda se enfrentaron a tendencias más separatistas cuando los líderes militares respaldados por los japoneses del norte de China se negaron a entregar la plata.
El ejército japonés temía que la reforma monetaria fortaleciera el control económico del gobierno chino sobre el norte de China, e hizo esfuerzos para establecer un gobierno títere pro-japonés en Hebei y Chahar. Sin embargo, debido a que los japoneses encontraron una fuerte resistencia del gobierno nacionalista y debido a que varios líderes militares chinos no respondieron a sus invitaciones, el 25 de noviembre de 1935 establecieron como medida provisional el Consejo Autónomo de Hebei Oriental, un gobierno bajo Yin Ju-keng que tenía jurisdicción sobre un área de la provincia de Hebei desmilitarizada por la tregua de Tanggu.
Chiang Kai-shek no reconoció la declaración de autonomía de Yin y el 18 de diciembre de 1935, para evitar que las otras facciones en el norte de China declararan su independencia de la misma manera, estableció la Junta Política de Hebei-Chahar bajo Song Zheyuan que abarcaba Beiping (ahora Beijing), Tianjin y las provincias de Hebei y Chahar. En su discurso, Song proclamó una política de anticomunismo, amistad sino-japonesa y respeto por la voluntad del pueblo. Al principio, el Consejo Autónomo de Hebei Oriental pensó que la Junta Política de Hebei-Chahar era un tipo similar de organismo autónomo y consideró una fusión, pero esta idea fue abandonada cuando se dieron cuenta de que el Junta Política de Hebei-Chahar estaba efectivamente bajo el control del gobierno nacionalista y el 25 de diciembre afirmaron su plena autonomía y organizaron el Gobierno Anticomunista Autónomo de Hebei Oriental.
Así, a través de las maniobras de Japón, el gobierno nacionalista de China y una variedad de caudillos chinos, nacieron dos gobiernos autónomos anticomunistas y pro-japoneses en el norte de China.
El 13 de enero de 1936, el gabinete japonés aprobó la Primera Política Administrativa hacia el norte de China, que hizo que mantener al norte de China separado del gobierno nacionalista en la política nacional oficial de Japón. Esta política se reafirmó en las políticas administrativas segunda y tercera del 11 de agosto de 1936 y del 16 de abril de 1937.

## Consecuencias en China
En China, las frustraciones con las políticas del gobierno crecieron gradualmente. Cuando Wang Jingwei fue herido en un intento de asesinato en noviembre de 1935, dejó el gobierno para recuperarse. Sin embargo, en la etapa del Quinto Congreso del Kuomintang el mismo año, Chiang Kai-shek aún no cerró la puerta a una solución diplomática, afirmando que "Si el punto de inflexión no ha llegado, no deberíamos hablar de sacrificios. Lo haremos no aceptamos infracciones de nuestra soberanía nacional, pero hasta ese momento debemos luchar por las relaciones amistosas y la mediación política y debemos hacer los mayores esfuerzos por la paz".
A mediados de abril de 1936, los japoneses decidieron reforzar el ejército de la guarnición japonesa China y desplegaron tropas en Beiping, Tianjin y Fengtai en mayo y junio. El gobierno nacionalista notificó a Japón su oposición a la medida y las protestas contra las políticas de Japón por parte de civiles y estudiantes ocurrieron en Beiping, Tianjin y otras ciudades. El espíritu de resistencia del pueblo chino hacia Japón aumentó considerablemente y las escaramuzas ocurrieron repetidamente entre las fuerzas chinas y japonesas en las cercanías de Fengtai, donde las tropas japonesas acababan de ser estacionadas. Además, los ataques contra los japoneses en lugares de toda China se hicieron frecuentes. Japón planeó expandir aún más el estado colchón del norte de China, pero su derrota en la Campaña de Suiyuan solo fortaleció la voluntad de China para resistir. Después del incidente de Xi'an del 12 de diciembre de 1936, la detención de Chiang Kai-shek por su subordinado Zhang Xueliang, la República de China y el Ejército Rojo, con la intermediación del Comintern, concluyó el Segundo Frente Unido y un cambio definitivo para los nacionalistas. del anticomunismo a la resistencia contra los japoneses.